# 小小的我 (电影)
《小小的我》（英語：Big World）是一部2024年中国大陆家庭青春劇情片，由杨荔钠执导，游晓颖编剧，易烊千玺、林晓杰、蒋勤勤、周雨彤、李庚酉主演。2024年11月2日在第37届东京国际电影节首次上映，同年12月27日在中国大陆公映。

## 剧情
从出生就患有脑瘫的少年刘春和冲破身心枷锁，为外婆圆梦舞台的同时，也努力寻求着自己的人生方向，努力练习着打鼓的技巧。在经历了一个盛夏的蜕变后，刘春和终于踏上了新的旅程。

## 演员
- 易烊千玺 饰 刘春和
- 林晓杰 饰 陈素群，刘春和的外婆
- 蒋勤勤 饰 陈露，刘春和的妈妈
- 周雨彤 饰 雅雅
- 李庚酉 饰 咖啡馆老板
- 张加丽（主持人杨迪的母亲） 饰 小公主
- 廖学秋 饰 小金嗓

## 制作和宣传
2024年12月9日，《小小的我》官宣定档12月31日上映，并发布定档海报和《春和要回来了！》概念预告片。12月21日，《小小的我》官宣提档至12月27日。
2025年1月3日，新华社新媒体团队与《小小的我》团队发布短片《别叫我脑瘫》，呼吁停止使用“脑瘫”这一污名化的称呼，改为中性的“五慢症”（出自清代张璐《张氏医通·卷十一》：“五迟者，立迟、行迟、齿迟、发迟、语迟，是也”），避免将脑瘫与智力障碍联系在一起。

## 电影音乐
| 歌名           | 曲别   | 作词   | 作曲   | 演唱 | 备注  |
| -------------- | ------ | ------ | ------ | ---- | ----- |
| 《干杯，朋友》 | 片尾曲 | 杨海潮 | 杨海潮 | 田震 | [ 6 ] |

## 票房
| 上一届： 《誤判》 | 2024年中国内地一周票房冠军 第52週 | 下一届： 《误杀3》 |

## 获奖情况
| 年份 | 頒獎典禮             | 獎項       | 獲提名       | 結果 |
| ---- | -------------------- | ---------- | ------------ | ---- |
| 2024 | 第37屆東京國際電影節 | 观众选择奖 | 《小小的我》 | 獲獎 |

## 外部連結
- 豆瓣电影上《小小的我》的資料 （简体中文）
- 电影小小的我的新浪微博
- 互联网电影数据库（IMDb）上《小小的我》的资料（英文）
- 1905电影网上《小小的我》的资料（简体中文）
- 时光网上《小小的我》的資料（简体中文）